# Barbara Panco
Barbara Panco este prima femeie care a profesat ca instructor auto, în România.

## Biografie
Părinții ei au fost scriitori, iar una dintre bunici, sculptor. Cealaltă bunică a fost Georgette Ghica, șefa Crucii Roșii pe Frontul de Est. 
Inițial a fost studentă la Geologie, de unde s-a retras ca urmare a unor probleme de sănătate. Ulterior a devenit studentă la Litere, unde a studiat Limba franceză până în anul IV. În anul respectiv, considerând că meseria de profesoară nu i se potrivește și citind un anunț în Informația Bucureștiului despre faptul că se recrutau fete între 18-35 de ani pentru a fi pregătite să devină șoferi de camion, s-a decis contrar voinței părinților, să renunțe la facultate și a devenit elevă a școlii de șoferi profesioniști a ITB. Cu greu acceptată, a reușit să-și ia permisul de conducere pe 15 iunie 1966 și a obținut dreptul de a conduce autoturisme în 1968.
În contextul epocii comuniste, ascendența din familia boierească Ghica precum și faptul că avea rude în străinătate i-au creat dificultăți. În 1972 părinții săi fugind în Franța, Barbara Panco a fost anchetată.
Are  2 fete.  Cea mare are și ea la rândul ei 1 băiat și 1 fată, este profesoară de IT și s-a stabilit  împreună cu soțul ei,  din 1991  în Germania.  Cea de a doua fiică are și ea o fată, locuiește în București și este Doctor în Economie  lucrând atât la Insitutul de Cercetări al Academiei cât și  în cadrul Universității Româno-Americane.

## Cariera
După școală, a condus timp de trei ani camioane și ulterior a devenit taximetristă deoarece se câștiga mai bine. Pentru o scurtă perioadă de 3 luni a fost șofer de autobuz (în 1971 a obținut dreptul de a conduce autobuze) și ulterior șofer pe IMS (precursorul mașinii Aro) la Institutul Politehnic. În 1975 a obținut dreptul de a conduce motociclete.
După un deceniu de la obținerea permisului de conducere, a dorit să devină instructor auto. Dat fiind că la acea vreme era necesar pentru a deveni instructor să fie angajata unei școli de șoferi, a încercat mai întâi la școala de la Ilioara (unde a fost refuzată) și ulterior la școala de la Buftea, unde a devenit în 1976 instructor pentru șoferi – prima femeie din România, categoria B. În urma unui conflict cu conducerea școlii, autorizația de instructor pentru categoria B i-a fost retrasă și i s-a desfăcut contractul de muncă pe motiv de incompetență și indisciplină, ceea ce a determinat-o Barbara Panco să acționeze școala în justiție. În urma procesului, tribunalul a stabilit că i s-a desfăcut contractul de muncă în mod abuziv, astfel că a reușit să se transfere în interes de serviciu ca instructor la școala de șoferi profesioniști de la Chitila. Acolo a reușit să-și reobțină autorizația de instructor pentru categoria B și să o obțină pe cea pentru categoria C. Ulterior desființării școlii, s-a mutat la ACR, unde a participat la curse de mașini,  raliuri și campionate de îndemânare. După un timp s-a transferat ca instructor profesionist de camion la Liceul industrial Aurel Vlaicu.
După Revoluția din ’89 temporar – fiindcă i-a plăcut să călătorească, timp de doi ani a transportat marfă prin Europa. Ulterior a devenit instructor independent. Pentru o scurtă perioadă a deținut funcția de director de școală auto, la care a renunțat pentru a fi din nou pe teren cu elevii.
La începutul anilor ’80 a câștigat premii la Raliul Femeii și la Campionatele de Îndemânare Auto. În colaborare cu Constantin Măgeanu, a publicat la editura Humanitas în anul 2008 cartea „Legislația rutieră pe înțelesul tuturor”.